# Sinn (Fluss)
Die Sinn ist der größte Nebenfluss der Fränkischen Saale in den deutschen Bundesländern Bayern und Hessen. Sie entspringt in der Rhön und fließt überwiegend nach Süden. Ihre Einmündung in die Fränkische Saale liegt kurz vor deren Einmündung in den Main.
Der Oberlauf der Sinn wird bis zur Aufnahme der Schmalen Sinn auch Breite Sinn oder Vordere Sinn genannt. Früher sah man Schmale und Breite Sinn als Quellflüsse, die sich bei Zeitlofs zur Sinn vereinigen.

## Daten
Die etwa 70 Kilometer lange Sinn ist ein silikatischer Mittelgebirgsfluss erster Ordnung. Sie mündet 517 Höhenmeter unterhalb ihres Ursprungs und hat ein mittleres Sohlgefälle von 7,5 ‰. Das Einzugsgebiet der Sinn misst 623 Quadratkilometer. Der errechnete mittlere Abfluss an der Sinnmündung beträgt 7,7 Kubikmeter pro Sekunde.

## Name
Bisher wurde der Name Sinn, ersturkundlich Sinna, auf das altindische Wort sindhu zurückgeführt, was „Fluss“ bedeutet. Die Gewässernamenforschung rückt jedoch zunehmend von dieser althergebrachten Deutung ab. Vorgeschlagen wird eine Herleitung von der sowohl im Urkeltischen wie auch im Urgermanischen gut belegten urindogermanischen Wurzel *sent für „gehen“. Daraus wird in allen drei Sprachen sinngemäß „die Fließende“, letztlich auch wieder einfach „Fluss“. Da man in allen drei Sprachen zur selben Bedeutung kommt, ist sprachwissenschaftlich nicht feststellbar, ob die Sinn letztlich von in Mitteleuropa ansässigen Indogermanen, von Kelten oder erst von Germanen n. Chr. benannt wurde.
Neuerdings wird die Sinn auch von dem Wort *senia abgeleitet, das mit dem im Keltischen und Lateinischen nachweisbaren Substantiv *sania für „Sumpf“, „Sumpfwald“, „Torf“, „Röhricht“ verwandt sein soll. Gegen diese Ableitung spricht unter anderem, dass die Verbreitung des Wortes *sania nur im Raum zwischen den Alpen und Pyrenäen gesichert ist.
So schrieb man 780 „Sinna“, 1607 „Syn“, 1802 „Sin“ und 1807 „Sinn“. Der Fluss gab den Gemeinden Obersinn, Mittelsinn, Sinntal und Burgsinn ihre Namen. Die Bezeichnung ging auch auf den Zufluss Schmale Sinn über.

## Geographie

### Quellgebiet
Die Sinn entspringt in der fränkischen Rhön im Landkreis Rhön-Grabfeld auf dem Gebiet der Stadt Bischofsheim in der Rhön, am Fuß des Kreuzbergs (927,8 m ü. NHN). Ihre Quelle ist der am Rande des Naturschutzgebietes Sinnquellgebiet und Arnsbergsüdhang liegende Weihersbrunnen (früher Jägersbrunnen). Dort sammelt sich im Wasserschutzgebiet auf mehreren Feuchtwiesen Wasser, das in den Ablauf eines Wasserbehälters mündet. Weitere Nebenquellen lassen die junge Sinn auf wenigen hundert Metern zu einem großen Bach anwachsen, der dann durch Waldgebiet in westliche Richtung verläuft.

### Verlauf

#### Oberlauf

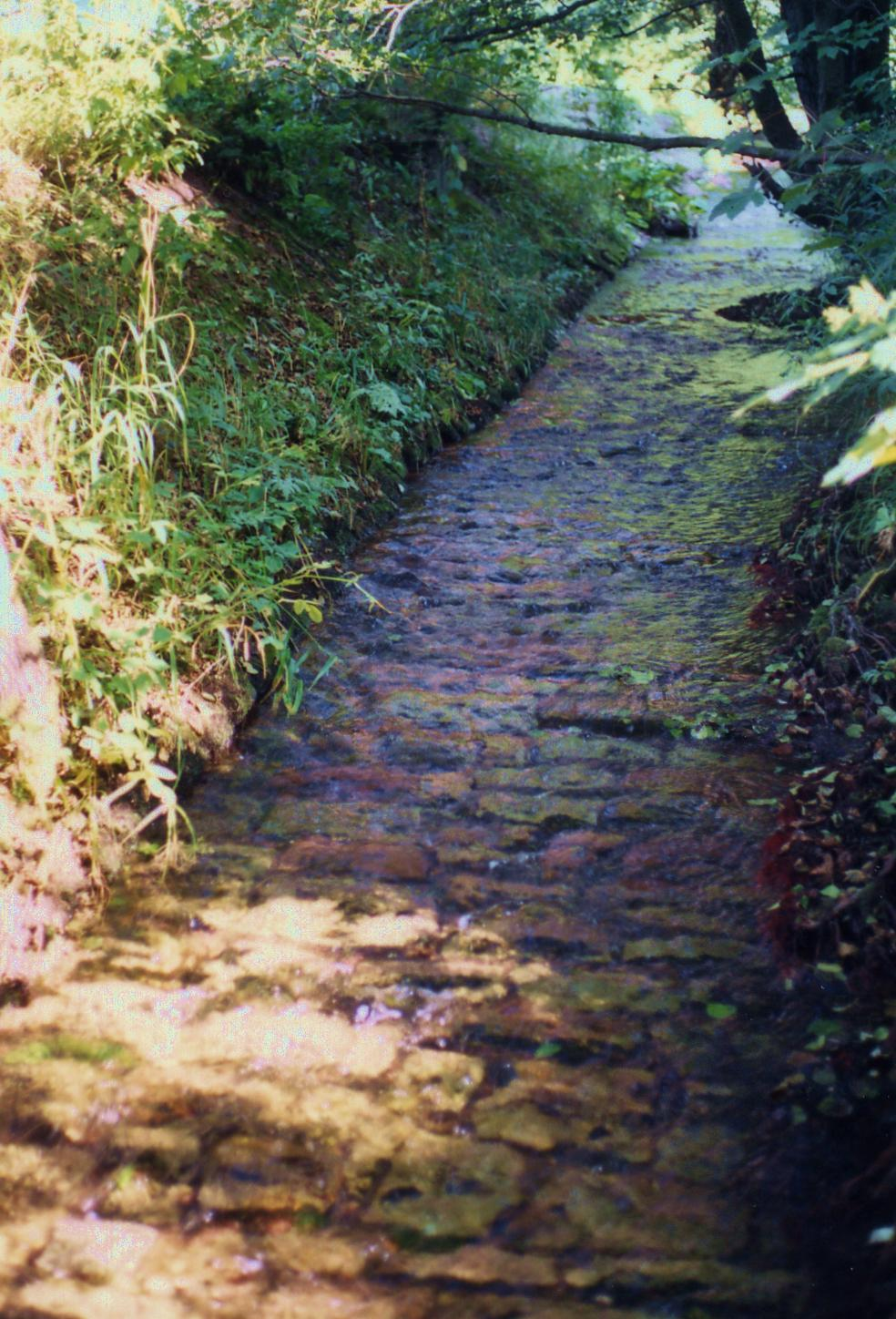
Die Sinn bei Wildflecken

Die Sinn erreicht dann den Landkreis Bad Kissingen und die Gemarkung von Oberwildflecken, einem Gemeindeteil des Marktes Wildflecken. Hinter dem Ort unterquert die Sinn die Kreisstraße KG 22 und verlässt den Wald. Dort nimmt sie von Norden den Ziegelhüttengraben auf. Vorbei an Neuwildflecken gelangt der Fluss in den Kernort Wildflecken und fließt nun mehr und mehr südwestwärts. Von dort bis zur Mündung führt der Rhön-Sinntal-Radweg entlang des Gewässers. Die Sinn wird dann von der Staatsstraße 2289 gequert, die sie von dort an begleitet. Im Tal verlief auch bis 2016 die mittlerweile stillgelegte Trasse der Sinntalbahn. Am rechten Ufer erstrecken sich die Hänge des Großen Auersberges (809 m ü. NHN), links liegen die Schwarzen Berge. Hinter Oberbach und Riedenberg gelangt der Fluss nach Bad Brückenau, wo das Sinntal von der A 7 (Sinntalbrücke) überspannt wird. Die Sinn verläuft anschließend durch Römershag in die Kernstadt. Nahe der Altstadt wechselt die Staatsstraße 2790 (ehemalige Bundesstraße 27) die Flussseite. Hinter dem Staatsbad Brückenau teilt sich die Sinn mehrmals. Der rechte Flussarm trägt den Namen Alte Sinn.

#### Mittellauf

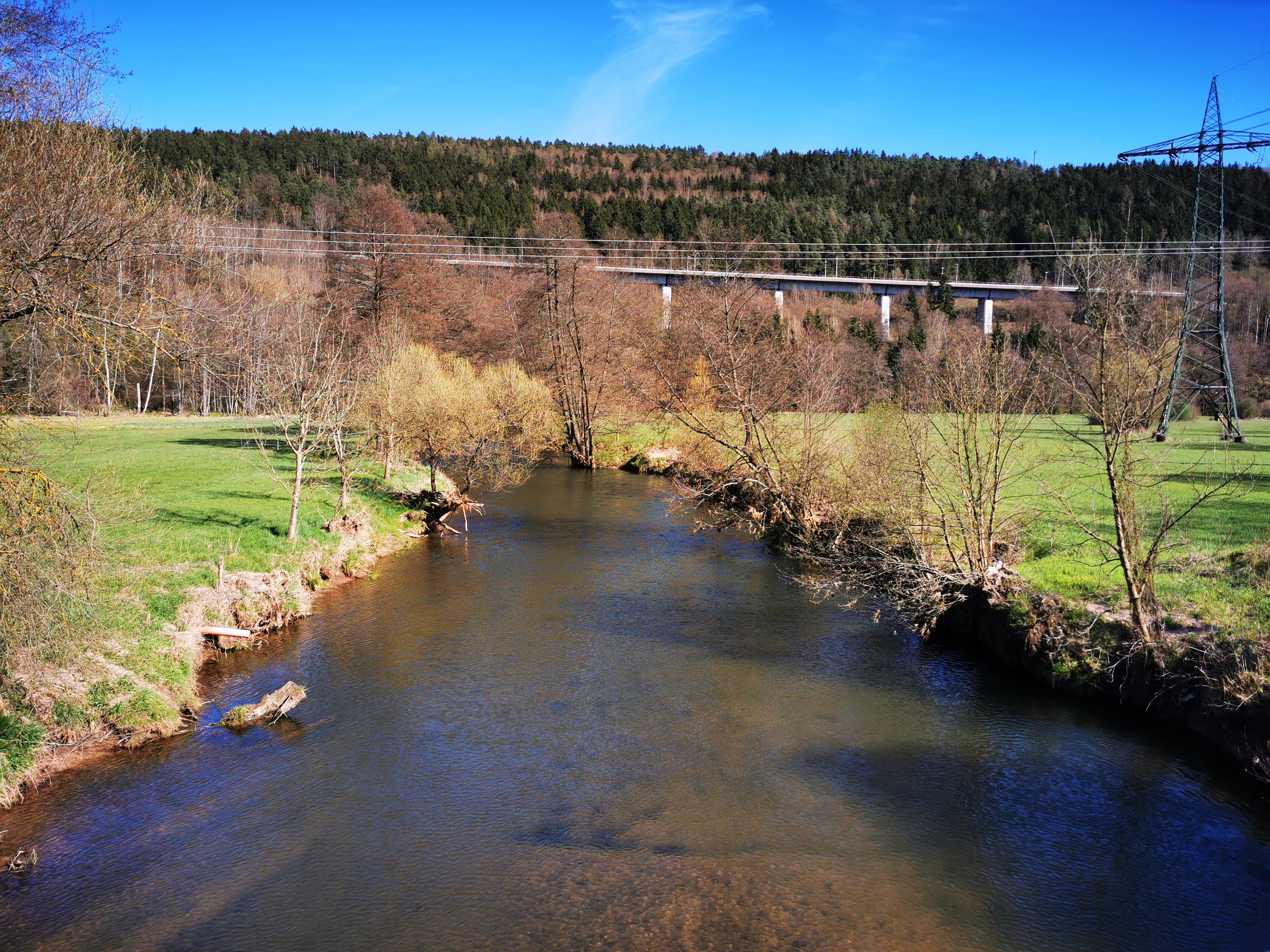
Die Sinn bei Obersinn

Sie nimmt nun den in Hessen entspringenden Krechenbach auf und mäandriert weiter auf das Gemeindegebiet von Zeitlofs an den Gemeindeteilen Eckarts, Rupboden und Trübenbrunn vorbei. Nördlich befindet sich das gemeindefreie Gebiet Kälberberg, das die Sinn berührt. Im Süden verläuft die Strecke 46, ein unvollendetes Autobahnteilstück des Deutschen Reiches. Hinter Zeitlofs durchfließt das Gewässer die Schachblumenwiesen bei Zeitlofs. Von diesem Naturschutzgebiet bis zur Sinnmündung stehen weitere große Teile des Talgrundes unter Naturschutz, in denen es einen außerordentlichen Bestand an seltenen Schachblumen gibt. Das Tal wird darauf folgend von der Schnellfahrstrecke Hannover–Würzburg über die Sinntalbrücke Zeitlofs gequert. Danach fließt die Sinn über die Landesgrenze nach Hessen, wo sie sogleich von einem ihrer größten Zubringer, der aus Nordosten kommenden, an der Dammersfeldkuppe (927,9 m ü. NHN) entspringenden Schmale Sinn verstärkt wird. Bis zu dieser Mündung wird sie auch Breite Sinn genannt.
Von dort an trennt der Fluss die Hänge der Spessartberge am rechten von der Rhön im Gemünden-Zeitlofser Wald am linken Ufer. Die Sinn ist nun bis zur Mündung die Ostgrenze des Spessarts (Merkspruch: „Kinzig, Sinn und Main schließen rings den Spessart ein“). Auf dem Gemeindegebiet von Sinntal im Main-Kinzig-Kreis verläuft sie durch das Naturschutzgebiet Sinnwiesen vorbei am Dorf Altengronau. Am ehemaligen Wasserschloss wird die Sinn von der Gronau verstärkt und fließt nach Jossa. Ihr längster Nebenfluss, die aus dem Spessart kommende Jossa, mündet südöstlich des gleichnamigen Ortes von rechts. An deren Mündung knickt die Sinn nach Südosten ab und schlägt, während sie wieder auf bayerisches Gebiet in den Landkreis Main-Spessart nach Obersinn wechselt, eine große, nach Westen hin offene Schleife um den Ruppertsberg. Der Fluss ändert dort seine Laufrichtung und fließt nunmehr bis zu seiner Mündung südwärts. Die Staatsstraße 2304 und die Gleise der Fulda-Main-Bahn wechseln zuvor noch die Uferseite. Die Fortsetzung des Naturschutzgebietes Sinnwiesen auf bayerischer Seite ist der dort liegende Sinngrund.

#### Unterlauf

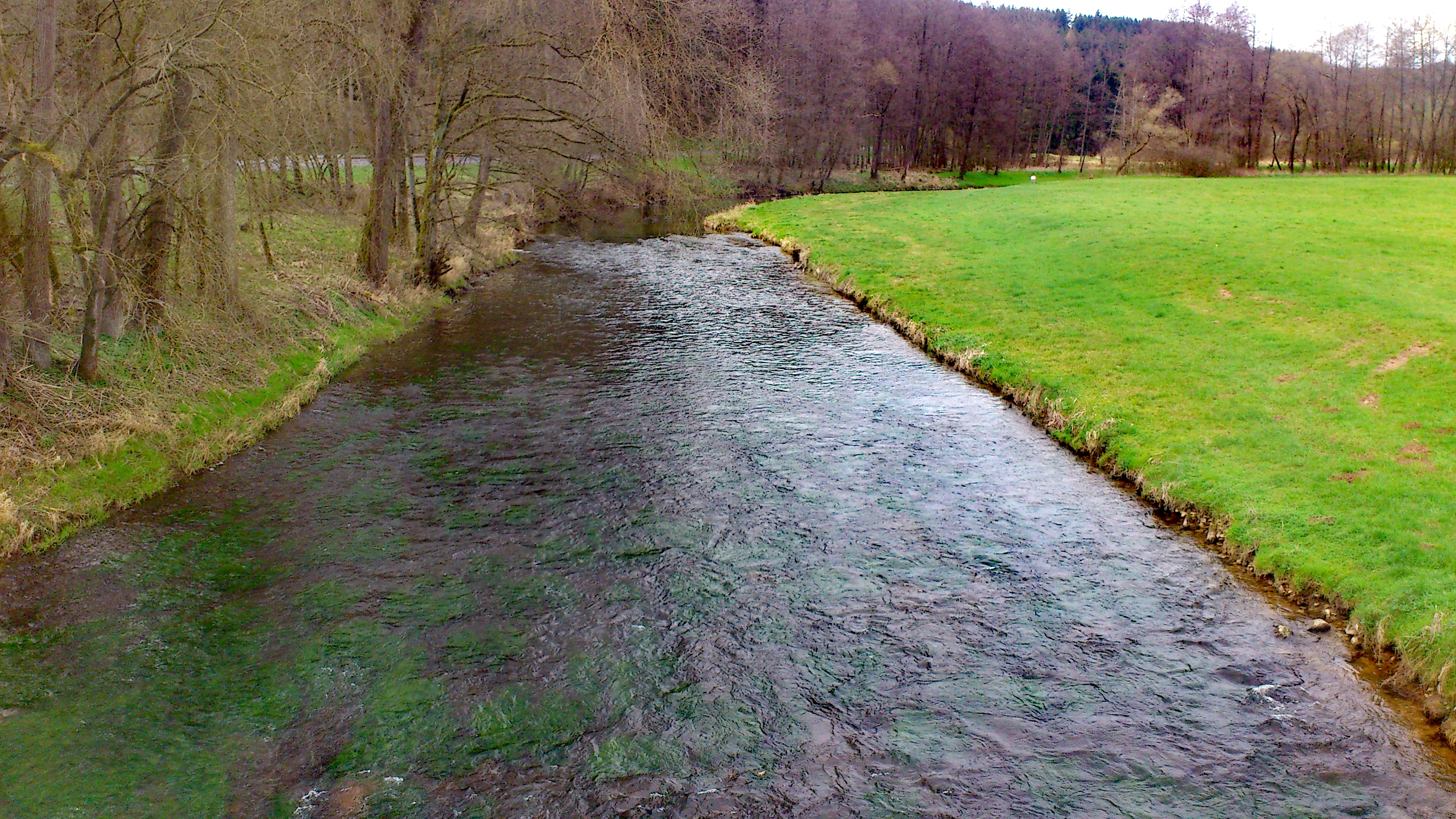
Die Sinn zwischen Burgsinn und Rieneck

Hinter Mittelsinn erreicht das Gewässer Burgsinn, wo eine Flutmulde von ihr abzweigt und durch das Dorf verläuft. Diese liegt die meiste Zeit im Jahr trocken und führt erst von dort an Wasser, wo sie in der Nähe der Alten Burgruine vom Zufluss Aura verstärkt wird. Etwas südlich der Ortschaft vereinigt sich die Mulde wieder mit der Sinn. Begleitet von der Staatsstraße 2303 auf der rechten und den Gleisen der Fulda-Main-Bahn auf der linken Seite, verläuft die Sinn sehr naturbelassen auf das Gebiet der Stadt Rieneck. Dort schlängelt sich der Fluss durch eine Wiesenlandschaft von ursprünglichen Auwäldern. Auf einem Berg über dem rechten Sinnufer steht die Burg Rieneck. Die Sinn nimmt in der Ortsmitte den Fliesenbach auf, schlägt eine weitere Flussschleife und gelangt hinter Schaippach auf das Stadtgebiet von Gemünden am Main. Im weiteren Verlauf wechselt die Fulda-Main-Bahn mehrere Male die Flussseite. Das untere Sinntal wird an dieser Stelle erneut von der Schnellfahrstrecke Hannover–Würzburg (Sinntalbrücke Schaippach) überquert. Bei Kleingemünden fließt die Sinn von rechts in die Fränkische Saale ein, etwa 700 Meter vor deren Mündung in den Main.

### Einzugsgebiet

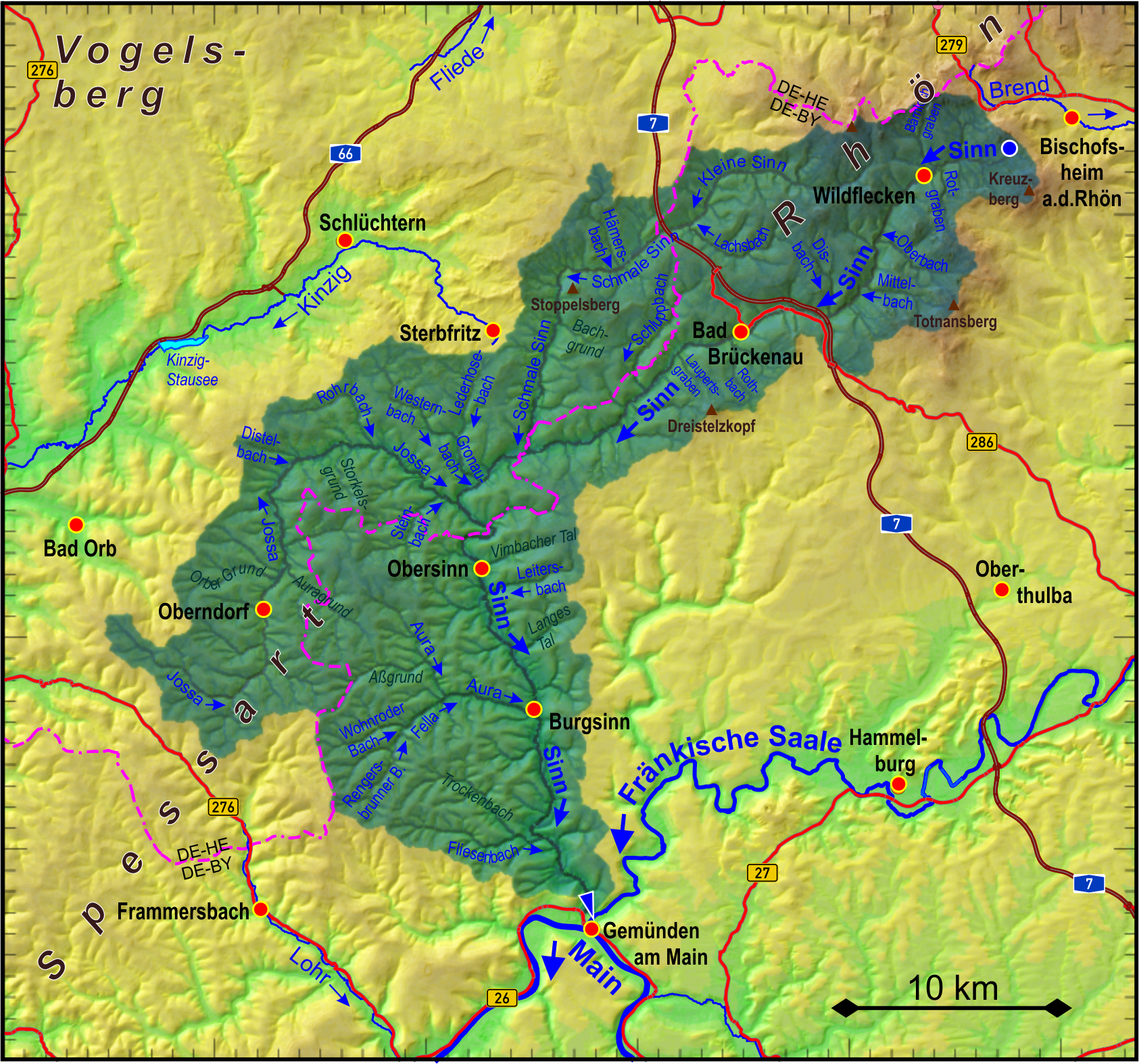
Einzugsgebiet der Sinn

Das 623 km² große Einzugsgebiet der Sinn entwässert über Fränkische Saale, Main und Rhein den nordwestlichen Gebirgsteil der bayerischen Rhön und den nordöstlichen Spessart zur Nordsee. Der Höchste Berg im Einzugsgebiet ist die Dammersfeldkuppe mit 927,9 m ü. NHN. Der östlichste Punkt des Einzugsgebiets befindet sich am Gipfel des Kreuzberges (927,8 m ü. NHN). Es reicht bis zum Reesberg im Norden und bis zum Horst im Westen. Der südlichste Punkt im Einzugsgebiet ist die Sinnmündung.
Es grenzt
- im Osten an das Einzugsgebiet der Brend
- im Südosten an das von Premich, Thulba und Schondra
- im Südwesten an das von Sindersbach und Lohr
- im Westen an das der Kinzig
- und im Norden an das der Fulda.

### Zuflüsse

#### Diagramm der Zuflüsse mit 4 km Länge und mehr
Zuflüsse von der Quelle zur Mündung.

#### Liste
Zuflüsse von der Quelle zur Mündung.

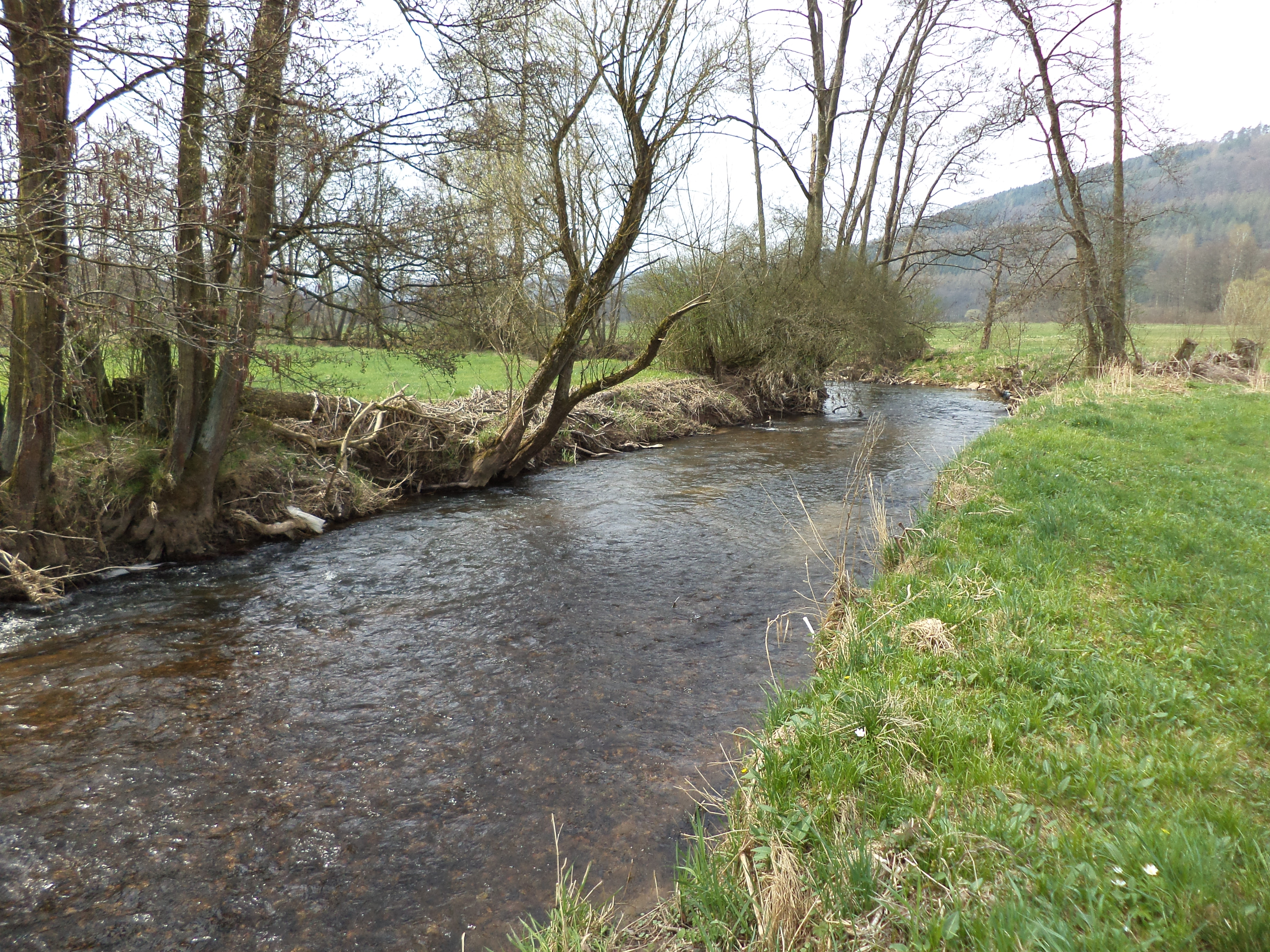
Die Schmale Sinn

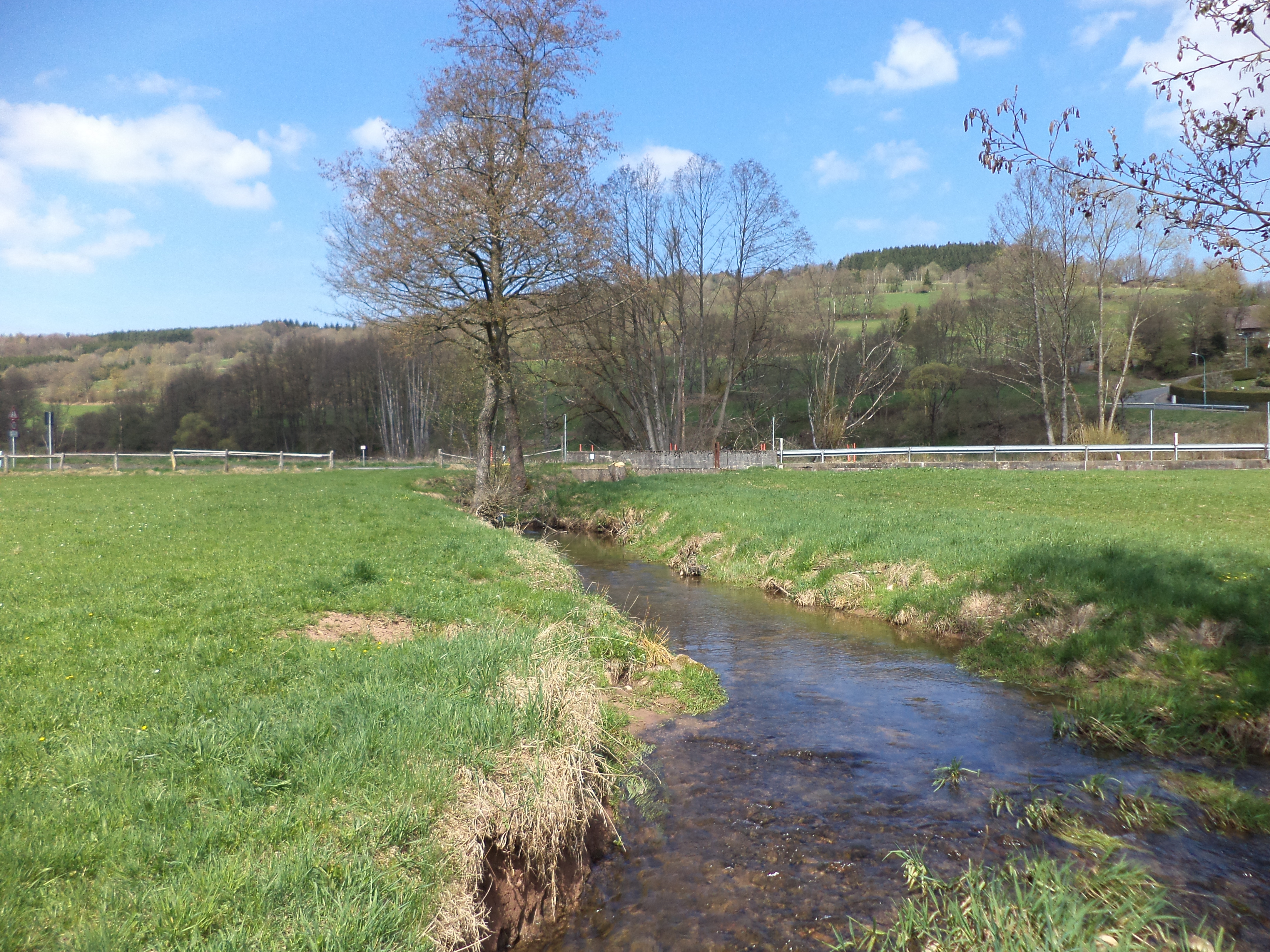
Die Gronau

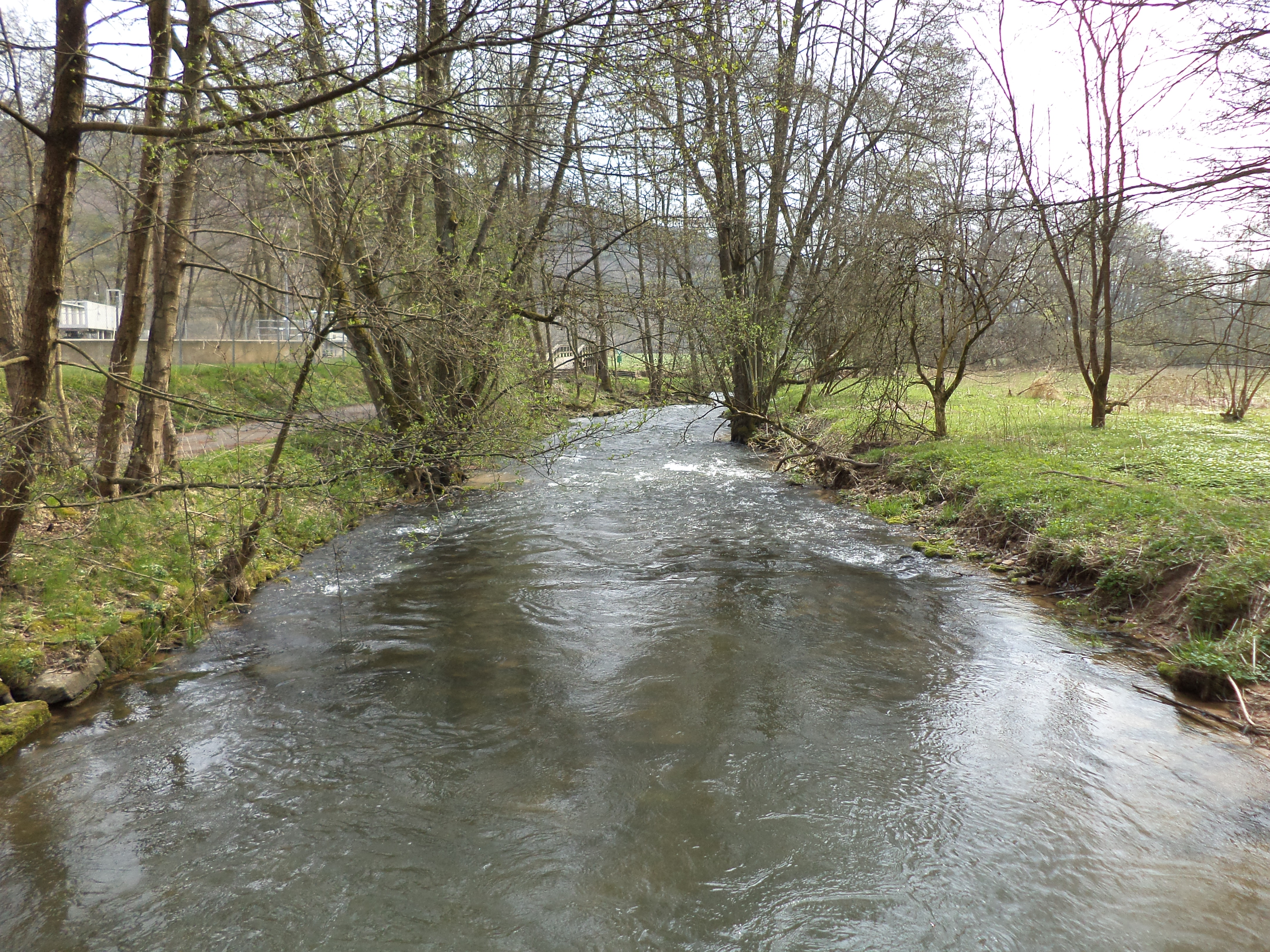
Die Jossa

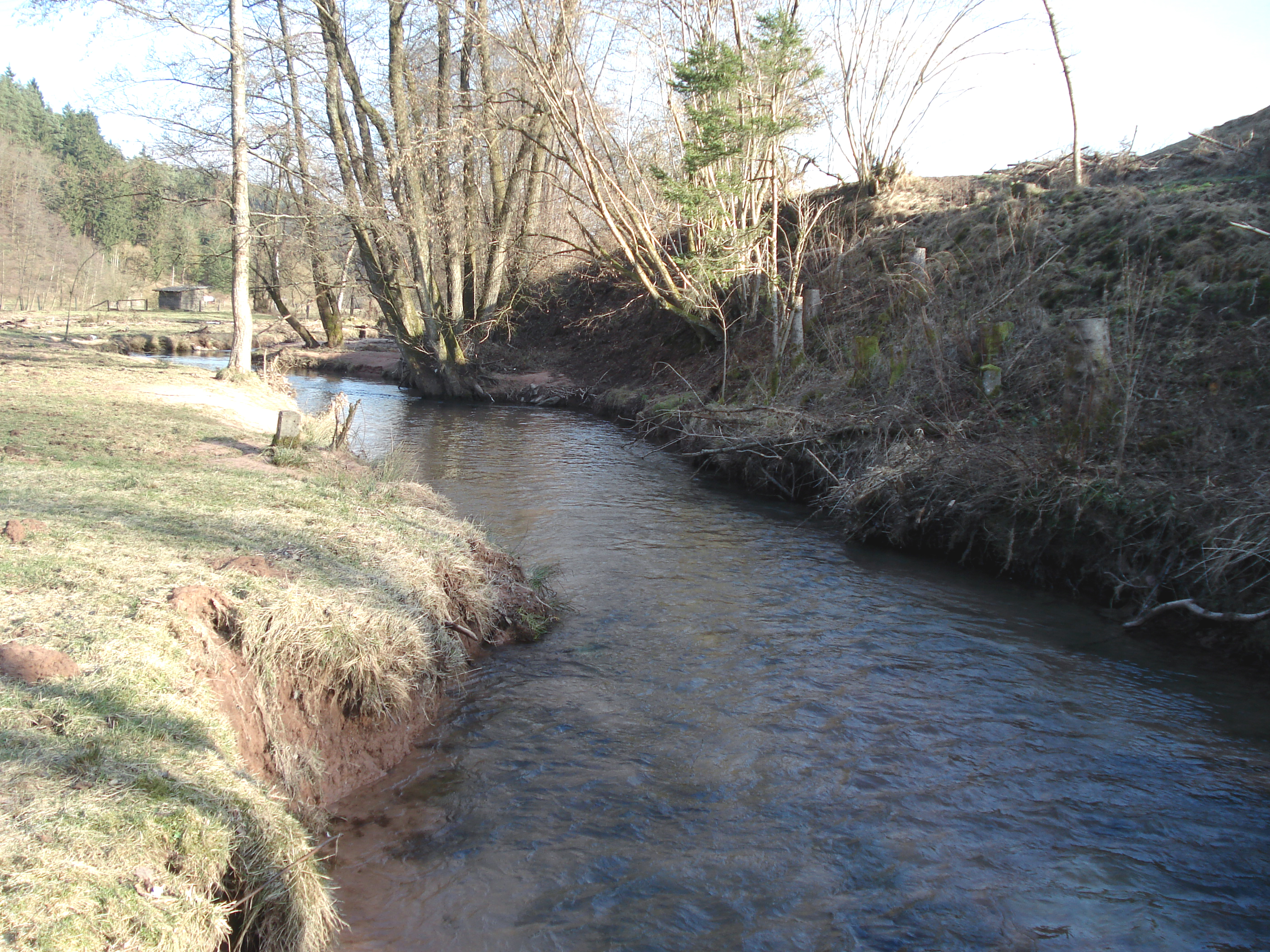
Die Aura

- Ziegelhüttengraben (rechts), 3,8 km, 5,77 km²
- Kappelbach[18] (links), 0,5 km[19]
- Rotgraben (links), 2,1 km[19]
- Bärnlochgraben (rechts), 3,7 km[19]
- Wölbersbach (rechts), 2,3 km[19]
- Nickelsgraben (rechts), 1,2 km[19]
- Oberbach (links), 5,35 km,  9,99 km²
- Scheubenbach[20] (rechts), 2,0 km[19]
- Mittelbach (links), 3,9 km[19]
- Trockenbach (links), 2,9 km[19]
- Disbach  (rechts), 4,0 km, 6,52 km²
- Milzbach (links), 3,5 km[19]
- Höllgraben (rechts), 2,3 km[19]
- Leimbach (rechts), 2,8 km[19]
- Röthbach (links), 3,4 km[19]
- Laubertsgraben (links), 2,3 km[19]
- Krechenbach (Schluppbach) (rechts), 7,8 km
- Kretzengraben (links), 3,6 km[19]
- Neubrunnengraben (links), 3,2 km[19]
- Kohlgraben (links), 1,7 km[19]
- Dürrsbach[21] (links), 2,0 km[19]
- Steinerner Graben[22] (rechts)m 1,7 km[19]
- Buchgraben[23] (links), 2,4 km[19]
- Schmale Sinn (rechts), 27,6 km, 103,63 km², 1,45 m³/s
- Emmersbach[24]  (links)
- Gerbach[25]  (rechts), 2,1 km
- Gronau (rechts), 10,5 km (mit Westernbach), 26,18 km², 0,29 m³/s
- Jossa (rechts), 32,3 km, 146,7 km², 1,65 m³/s
- Leitersbach (links), 3,4 km[19]
- Zickelmannsgraben (links), 3,0 km[19]
- Aura (rechts), 8,4 km, 58,3 km²
- Groß-Etschthalergraben[26] (links), 1,7 km[19]
- Fliesenbach (rechts), 5,2 km, 26 km²
- Geiersgraben  (rechts)

### Flusssystem Sinn
- Fließgewässer im Flusssystem Sinn

### Ortschaften
Zu den Ortschaften entlang der Sinn gehören (flussabwärts betrachtet) Oberwildflecken, Wildflecken, Oberbach, Riedenberg, Römershag, Bad Brückenau, Staatsbad Brückenau, Eckarts, Rupboden, Zeitlofs, Altengronau, Jossa, Obersinn, Mittelsinn, Burgsinn, Rieneck, Schaippach, Gemünden.

## Mühlen
Die Sinn speiste früher viele Mühlen. Alle Betriebe davon sind heute stillgelegt, jedoch existieren noch einige Gebäude. Die Mühlen in der nachfolgenden Liste bestanden nicht zur gleichen Zeit und sind flussabwärts aufgeführt. In der Spalte Ortsteil ist die heutige Zugehörigkeit beschrieben.
| Name                   | Ortsteil      | Koordinaten |
| ---------------------- | ------------- | ----------- |
| Neumühle               | Wildflecken   | ⊙           |
| Balthasarmühle         | Wildflecken   | ⊙           |
| Oberbacher Papiermühle | Oberbach      | ⊙           |
| Stockpapiermühle       | Römershag     | ⊙           |
| Walkmühle              | Römershag     | ⊙           |
| Schneidmühle           | Römershag     | ⊙           |
| Dornmühle              | Bad Brückenau | ⊙           |
| Liebesmühle            | Bad Brückenau | ⊙           |
| Belzsmühle             | Bad Brückenau | ⊙           |
| Grasmühle              | Bad Brückenau | ⊙           |
| Mohrenmühle            | Bad Brückenau | ⊙           |
| Aspenmühle             | Bad Brückenau | ⊙           |
| Rainmühle              | Bad Brückenau | ⊙           |
| Papiermühle            | Eckarts       | ⊙           |
| Schlagmühle            | Zeitlofs      | ⊙           |
| Schlagmühle            | Zeitlofs      | ⊙           |
| Mühle Altengronau      | Altengronau   | ⊙           |
| Krume Mühle            | Obersinn      | ⊙           |
| Linsenmühle            | Obersinn      | ⊙           |
| Dicke Mühle            | Obersinn      | ⊙           |
| Gresselmühle           | Mittelsinn    | ⊙           |
| Schaippachsmühle       | Schaippach    | ⊙           |

## Natur

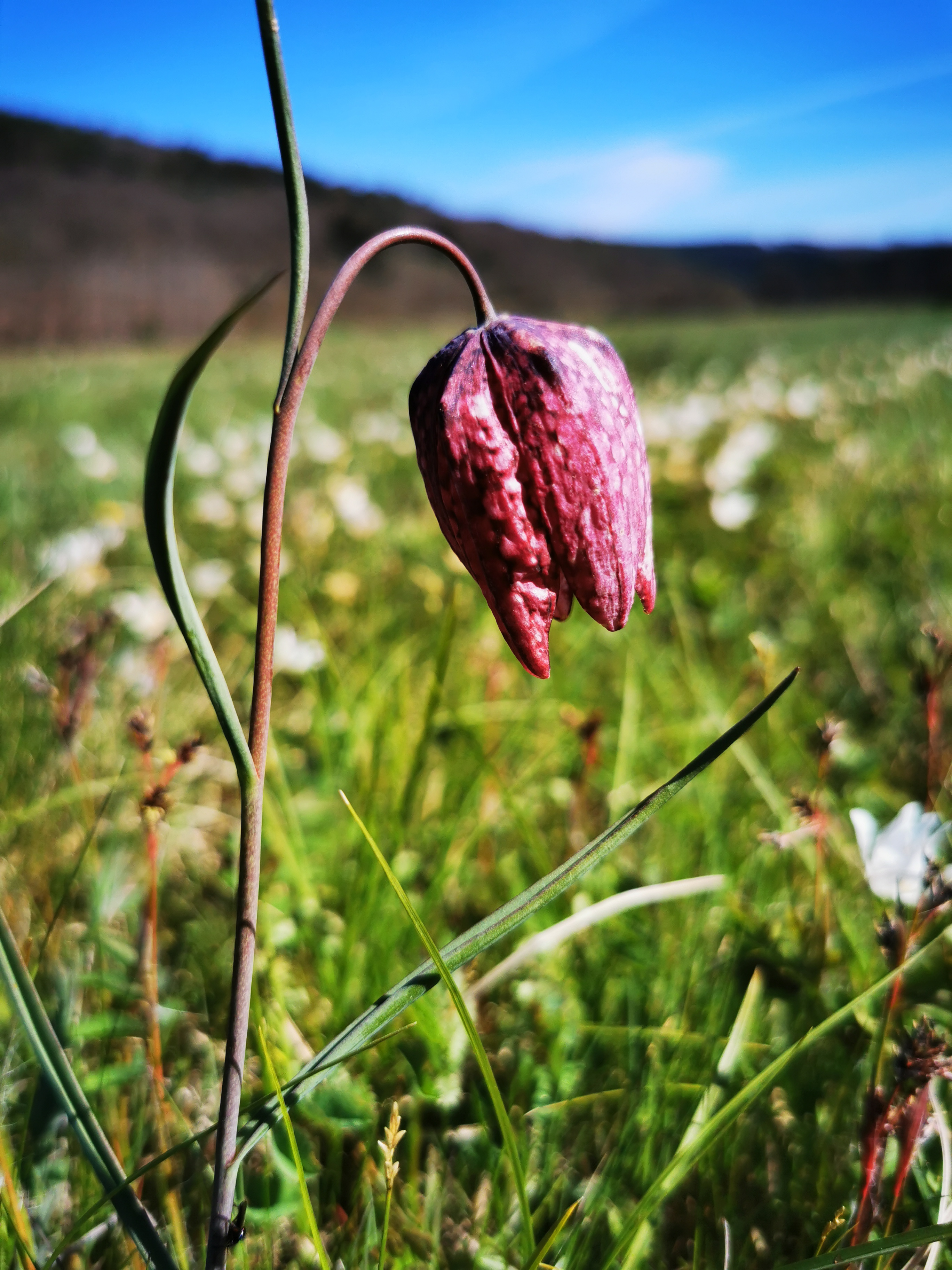
Schachblume bei Jossa

### Flora
Seit dem 19. Jahrhundert ist das Vorkommen der äußerst seltenen Schachblume an der Sinn bekannt. Diese Pflanze tritt hier zwischen 160 und 250 Metern Höhe in verschiedenen Wiesengesellschaften auf, besonders in den Feuchtwiesen der beiden aneinandergrenzenden Naturschutzgebiete Sinngrund bei Obersinn und Sinnwiesen von Altengronau.

### Fauna
Die Sinn gehört nach ökologischen Gesichtspunkten zur Äschenregion. In ihr kommen Äsche, Bachforelle, Bachneunauge, Bachsaibling, Bachschmerle, Barbe, Brachse, Flussbarsch, Gründling, Hasel, Kaulbarsch, Lachs, Laube, Mühlkoppe, Regenbogenforelle, Rotauge und Rotfeder vor. Darüber hinaus ist erwähnenswert, dass nach einer Wiederansiedlungsaktion 1987/88 der europäische Biber im Einzugsgebiet von Sinn und Jossa wieder heimisch ist.

### Naturschutzgebiete
Folgende Naturschutzgebiete liegen direkt an der Sinn:
- Sinnquellgebiet und Arnsbergsüdhang
- Schachblumenwiesen bei Zeitlofs
- Struth von Altengronau
- Sinnwiesen von Altengronau
- Sinngrund